# Oakdale (Louisiana)
Oakdale er en by i Allen Parish i det sydlige Louisiana i USA. Indbyggertallet var 7.780 ved folketællingen i 2010.
Oakdale blev grundlagt som "Dunnsville" af William T. Dunn. Allen Parishs historie er bevaret på Leatherwood Museum, som genåbnede den 27. september 2008 i et renoveret anlæg på 202 E. 7th Ave. i Oakdale. Byen er også hjemsted for det føderale fængsel FCI Oakdale.